# Elektronenvolt
Das Elektronenvolt, amtlich Elektronvolt, ist eine Einheit der Energie, die in der Atom- und Festkörperphysik sowie der Kern- und Teilchenphysik häufig benutzt wird. Es entspricht dem Produkt aus der Elementarladung e und der Maßeinheit Volt (V). Sein Einheitenzeichen ist eV.
Das Elektronvolt gehört zwar nicht wie das Joule zum Internationalen Einheitensystem, ist aber zum Gebrauch mit ihm zugelassen und eine gesetzliche Maßeinheit in der EU und der Schweiz.

## Definition und Wert
Das Elektronvolt ist definiert als die kinetische Energie, die ein Elektron bei Durchlaufen einer Beschleunigungsspannung von 1 Volt gewinnt. Es ist somit gleich dem Produkt aus der Elementarladung e und der Maßeinheit Volt (V).
Umgerechnet in die SI-Einheit Joule hat das Elektronvolt den Wert
{\displaystyle 1\ \mathrm {eV} =e\cdot 1\ \mathrm {V} =1{,}602\,176\,634\cdot 10^{-19}\ \mathrm {J} }.
Dieser Zahlenwert ist exakt, weil für die Definition der SI-Einheiten die Elementarladung e den Wert 1.602176634e-19 C zugewiesen bekam und weil für die Maßeinheiten definitionsgemäß gilt: 1 C · 1 V = 1 J (Kohärenz des SI).
In der Chemie wird oft nicht die Energie pro Teilchen, sondern pro Mol (mit der Einheit J/mol) angegeben, die man durch Multiplikation der Energie des einzelnen Teilchens mit der Avogadro-Konstante {\displaystyle N_{\mathrm {A} }} erhält. Es gilt:
{\displaystyle 1\ \mathrm {eV} \;\mathrel {\widehat {=}} \;96\,485\ {\frac {\mathrm {J} }{\mathrm {mol} }}\quad } und {\displaystyle \quad 100\;{\frac {\mathrm {kJ} }{\mathrm {mol} }}\ \mathrel {\widehat {=}} \ 1{,}036\ \mathrm {eV} \,,}
wobei 96485 der Zahlenwert der Faraday-Konstante {\displaystyle F=e\cdot N_{\mathrm {A} }} in der Einheit C/mol ist.
In der Thermodynamik ist die Temperatur mit der Energie über die Boltzmann-Konstante kB = 8.6173e-5 eV/K verknüpft. Hier gilt somit:
{\displaystyle 1\ \mathrm {eV} \;\mathrel {\widehat {=}} \;11\,605\ \mathrm {K} \quad } und {\displaystyle \quad 1\;\mathrm {K} \;\mathrel {\widehat {=}} \;86{,}173\;\mu \mathrm {eV} \,}.
Die Frequenz elektromagnetischer Strahlung ist mit der Energie der Photonen über die Planck-Konstante h = 4.1357e-15 eV·s verknüpft. Entsprechend gilt die Beziehung:
{\displaystyle 1\ \mathrm {eV} \;\mathrel {\widehat {=}} \;241{,}80\ \mathrm {THz} \quad }  und {\displaystyle \quad 1\;\mathrm {GHz} \;\mathrel {\widehat {=}} \;4{,}1357\;\mathrm {\mu eV} \,}.

## Bezeichnung

### Name
Die Einheit wird in der deutschsprachigen Fachliteratur oft als „Elektronenvolt“ bezeichnet, also mit dem Morphem „en“ zwischen „Elektron“ und „volt“.
Technische und gesetzliche Normen hingegen verwenden durchgehend „Elektronvolt“, insbesondere
- die SI-Broschüre[1] in der deutschen Übersetzung[5][3] durch die Physikalisch-Technische Bundesanstalt sowie das Internationale Elektrotechnische Wörterbuch,[6][7]
- die EU-Richtlinie 80/181/EWG vom 20. Dezember 1979[8][3]; darauf bezieht sich §1 Abs. 2[9] der in Deutschland gültigen Einheitenverordnung, die das eV in Anlage. 1 nennt,[10]
- die DIN-Norm 1301-1 „Einheiten – Einheitennamen, Einheitenzeichen“[11] sowie die Norm DIN 66030  für Datenverarbeitungsanlagen mit beschränktem Zeichenvorrat.[12]

### Einheitenzeichen
Die Kurzform „eV“ ist, trotz der formalen Ähnlichkeit, nicht das Produkt aus Elementarladung e und Volt, sondern ein eigenes Einheitensymbol. Daher sind die Buchstaben „eV“ untrennbar und können mit SI-Präfixen versehen werden. Das Einheitenzeichen folgt nicht der für SI-Einheiten gültigen Konvention, nach der nur der erste Buchstabe ein Großbuchstabe sein kann.

## Verwendung
Das Elektronvolt wird vor allem in der Atomphysik, der Kernphysik und der Elementarteilchenphysik verwendet. Atomare Anregungen liegen typischerweise in der Größenordnung einiger eV, ebenso Bandlücken in Festkörpern. Bindungsenergien und Anregungen von Atomkernen sind von der Größenordnung einiger MeV. Auch die Energie hochenergetischer Photonen (Röntgenstrahlung, Gammastrahlung) wird gerne in keV oder MeV  angegeben.
Besonders praktisch ist die Verwendung dieser Einheit im Zusammenhang mit der Beschleunigung geladener Teilchen durch elektrische Felder – sei es in Elektronenröhren (siehe z. B. Franck-Hertz-Versuch), Elektronenmikroskopen oder Teilchenbeschleunigern. Die Änderung der kinetischen Energie {\displaystyle \Delta E_{\text{kin}}} des beschleunigten Teilchens ist das Produkt aus seiner Ladung {\displaystyle Q} und der durchlaufenen Spannung {\displaystyle U}
{\displaystyle \Delta E_{\text{kin}}=U\cdot Q},
unabhängig von anderen Einflüssen – die Masse des Teilchens, die Länge des Weges oder der genaue räumliche Verlauf der Feldstärke spielen keine Rolle.
Der Betrag der Ladung eines freien, beobachtbaren Teilchens ist immer die Elementarladung e oder ein ganzzahliges Vielfaches davon. Daher kann man die aus einer elektrischen Beschleunigung resultierende Änderung der kinetischen Energie ohne große Rechnung in der Einheit eV angeben. So ändert sich beispielsweise die kinetische Energie eines Protons (Q = 1 e) beim Durchfliegen einer Potentialdifferenz von 100 V um 100 eV, die Energie eines zweifach geladenen Heliumkerns ändert sich um 200 eV.
Die kinetische Energie schwererer Atomkerne (Schwerionen) gibt man häufig „pro Nukleon“ an (Ekin/A), wobei A für die Massenzahl steht. Manchmal schreibt man als Energieeinheit dann AMeV bzw. AGeV, was aber nicht normgerecht ist, weil Zusatzinformationen nicht an Einheitenbezeichnungen angefügt werden dürfen.
Das Elektronvolt wird auch als Einheit der Masse von Teilchen verwendet. Die Umrechnung von Masse in Energie geschieht gemäß der Äquivalenz von Masse und Energie:
{\displaystyle E_{0}=mc^{2}\quad \Leftrightarrow \quad m={\dfrac {E_{0}}{c^{2}}}},
wobei
- {\displaystyle E_{0}} für die Ruheenergie
- {\displaystyle m} für die Masse und
- {\displaystyle c} für die Lichtgeschwindigkeit steht.

Die entsprechende Masseneinheit ist also eV/c2. Bei Verwendung „natürlicher“ Einheiten setzt man c = 1 und gibt die Masse in eV an. Die Umrechnung in Kilogramm lautet:
{\displaystyle 1\,\mathrm {eV} \!/c^{2}\approx 1{,}783\cdot 10^{-36}\,\mathrm {kg} }.
Beispielsweise beträgt die Masse eines Elektrons 511 keV/c2.

## Dezimale Vielfache
Gebräuchliche dezimale Vielfache des Elektronenvolt (inkl. eines Beispiels) sind:
| μeV | Mikroelektronenvolt | 10−6 eV | Die Hyperfeinstruktur-Aufspaltung im Wasserstoffatom (HI-Linie) hat eine Energiedifferenz von etwa 5,9 μeV.            |
| meV | Millielektronenvolt | 10−3 eV | Ein Gasmolekül hat bei Raumtemperatur eine durchschnittliche kinetische Energie von 39 meV.                            |
| eV  | Elektronenvolt      | 100 eV  | Ein Photon der Wellenlänge 620 nm (rotes Licht) hat eine Energie von 2 eV.                                             |
| keV | Kiloelektronenvolt  | 103 eV  | Photonen der Röntgenstrahlung für medizinische Diagnostik haben Energien um 30…150 keV.                                |
| MeV | Megaelektronenvolt  | 106 eV  | Die Ruheenergie eines Elektrons ist etwa 0,511 MeV. Bei der Kernspaltung werden etwa 200 MeV pro Atomkern freigesetzt. |
| GeV | Gigaelektronenvolt  | 109 eV  | Die Ruheenergie eines Protons ist etwa 0,938 GeV.                                                                      |
| TeV | Teraelektronenvolt  | 1012 eV | Protonen im Large Hadron Collider (LHC) am CERN haben eine maximale kinetische Energie von 6,8 TeV.                    |
| PeV | Petaelektronenvolt  | 1015 eV | Die höchste je beobachtete Energie eines kosmischen Neutrinos betrug rund 220 PeV.                                     |
| EeV | Exaelektronenvolt   | 1018 eV | Das Oh-My-God-Teilchen hatte eine Energie von 320 ± 93 EeV.                                                            |